# Festivali I Këngës 11
El Festivali I Këngës 11 fue la 11.ª edición del concurso albanés de la canción. Se celebró del 22 al 25 de diciembre de 1972, en Tirana, Albania. Fue organizado por la televisión pública albanesa, la RTSH. Enver Hoxha, el dictador albanés en aquel momento consideró a los organizadores como Enemigos del Pueblo, título que era concedido a todas aquellas personas que en opinión de Hoxha, eran peligrosas para el país. Muchos de los organizadores fueron asesinados tras el festival. Se ha publicado un libro sobre este controvertido festival, Festivali i Njëmbëdhjetë(El 11.º festival), de Skifter Këlliçi. Finalmente, Tonin Tërshana con Erdhi Pranvera ganó el festival. 

## Participantes
- Lefter Agora
- Justina Aliaj
- Bashkim Alibali
- Iliriana Çarçani
- Petrit Dobjani
- Valentina Gjoni
- Liliana Kondakçi
- Sherif Merdani
- Dorian Nini
- Shkëlqim Pashollari
- Suzana Qatipi
- Ema Qazimi
- Françesk Radi
- Zija Saraçi
- Ilmi Sino
- Lindita Sota (Theodhori)
- Tonin Tërshana
- Vaçe Zela

- Datos: Q5445830